# Burkhardsrieth
Burkhardsrieth ist ein Pfarrdorf in der Oberpfalz. Es ist ein Gemeindeteil der Stadt Pleystein im Landkreis Neustadt an der Waldnaab in Bayern und liegt im südöstlichen Gemeindegebiet.

## Geschichte
Burkhardsrieth geht auf eine alte Rodungssiedlung zurück. 1808/10 wurde der Steuerdistrikt Burkhardsrieth gebildet. Die politische Gemeinde wurde 1818 durch das Gemeindeedikt in Bayern errichtet. Am 1. Januar 1972 wurden im Rahmen der Gebietsreform in Bayern die Gemeinden Lohma und Miesbrunn sowie Teile der aufgelösten Gemeinde Bernrieth nach Pleystein eingegliedert. Am 1. Juli 1972 folgten Teile der ehemaligen Gemeinde Burkhardsrieth mit dem Ort selbst.

## Baudenkmäler
- Wallfahrtskirche St. Ulrich, zwischen Burkhardsrieth und Pfrentsch auf dem Ulrichsberg[2]
- Expositurkirche St. Nikolaus im Ort

## Verkehr
Der Haltepunkt Burkhardsrieth an der ehemaligen Bahnstrecke Neustadt (Waldnaab)–Eslarn ist stillgelegt.